# Sphinctus
Sphinctus  (лат. , от др.-греч. σφιγκτός «связанный, плотно обвитый») — род наездников из семейства Ichneumonidae (подсемейство Tryphoninae). Известно около 10 видов.

## Распространение
Распространены в Палеарктике.

## Описание
Наездники средних размеров. Длина тела 6—15 мм.

## Экология
Личинки — паразиты пилильщиков.

## Список видов
Некоторые виды:
- Sphinctus specularis Kasparyan, 1992
- Sphinctus tobiasi Kasparyan, 1992
- Sphinctus vitripennis Kasparyan, 1992